# Vittore Benedetto Antonio Trevisan de Saint-Léon
Vittore Benedetto Antonio Trevisan de Saint-Léon ( 5 de junio de 1818 , Padua - 8 de abril de 1897 ) fue un botánico, micólogo, pteridólogo, y algólogo italiano.